# Vitex pyramidata
Vitex pyramidata là một loài thực vật có hoa trong họ Hoa môi. Loài này được B.L.Rob. miêu tả khoa học đầu tiên năm 1894.